# A Dal 2024
La tredicesima edizione di A Dal si è svolta dal 10 febbraio al 23 marzo 2024 presso lo Studio 1 di MTVA a Budapest, in Ungheria e ha selezionato il brano vincitore del Petőfi Music Award alla Miglior canzone.
La vincitrice è stata Evelin László con Legényes.

## Organizzazione
Come accade dal 2020, l'ente ungherese Médiaszolgáltatás-támogató és Vagyonkezelő Alap (MTVA) ha deciso di utilizzare il formato A Dal non per il suo tradizionale scopo di selezionare il rappresentante nazionale per l'Eurovision Song Contest, a cui non prende parte dal 2019, ma per promuovere la scena musicale pop ungherese. I candidanti hanno avuto la possibilità di presentare i propri brani dal 6 al 30 novembre 2023.
Come è accaduto nelle edizioni precedenti, l'ente ha annunciato che al brano vincitore sarebbe stato assegnato il premio alla Canzone dell'anno dei Petőfi Music Award. È stato inoltre riconfermato sul canale Duna TV lo show A Dal kulissza, dove vengono proposte varie scene dal backstage del programma.

### Sistema di voto
Ad ogni quarto di finale la giuria, composta da quattro membri, e il televoto selezionano i cinque artisti che accedono alle semifinali. Nelle semifinali invece giuria e televoto promuovono gli otto finalisti che accederanno alla serata finale.
Nella serata finale i giurati, al termine delle esibizioni, assegnano 4, 6, 8 e 10 punti ad ogni canzone, decretando i primi quattro classificati che avanzeranno al secondo round, nel quale il pubblico, tramite SMS, app ufficiale e sito dell'evento, proclamerà il vincitore.

### Giuria
La giuria per A Dal 2024 è composta da:
- Péter Egri, cantante;
- György Ferenczi, cantante e musicista;
- Lojzi Németh, paroliere e produttore discografico;
- Szandi, cantante.

## Partecipanti
Una giuria di esperti ha selezionato dapprima i 60 artisti con le canzoni migliori tra le proposte ricevute, con una seconda scrematura ha selezionato i 40 partecipanti, annunciati il 2 febbraio 2024 durante l'episodio speciale A Dal: Casting.
| Artista                         | Brano                | Autori                                                                                                |
| ------------------------------- | -------------------- | --- |
| Ádám Szabó & Jennifer Szabó     | Kismadár             | Ádám Szabó                                                                                            |
| Andalgó                         | Vigyen a szél        | Míra Léhárt, Patrik Polgár                                                                            |
| Anna Györfi & Tamás Kéméndi     | Titkaim              | Anna Györfi, Tamás Kéméndi                                                                            |
| Anna Patai                      | Gondold át           | Norbert Szűcs, Anna Patai                                                                             |
| Annamária Szalma & Attila Telek | Százszor is          | Attila Telek, Annamária Szalma                                                                        |
| Arcidra                         | Egészben kell        | András Gaál, Máté Katona, Ambrus Vitéz Mura-Mészáros, Tamás Csóka, Zoltán Györke, Bálint Retkes       |
| Bterv                           | Menjek vagy maradjak | Markó Gábor, Dávid Dér                                                                                |
| Dániel Kökény                   | Ugyanaz a ház        | Pál Barnabás Kovács, Bence Latyák, Károly Dániel Kökény                                               |
| Dávid Szirtes                   | Emelem poharam       | Marcell Tóth, Dávid Zsolt Szirtes                                                                     |
| Dóri Szinnyai                   | Igennel felel        | Dorottya Leszkó-Szinnyai                                                                              |
| Evelin László                   | Legényes             | Evelin László                                                                                         |
| Everflash                       | Nyisd ki a szemed!   | Roland Bihal, Gergő Módos, Balázs Pásztóy, Péter Tóth, Rókus Varga                                    |
| Fluidia                         | Miről szól ez a dal? | Szimonetta Szőcs, Gábor Berényi, Zoltán Lázár                                                         |
| HellóPisti                      | Elbújnék             | Richárd Varga                                                                                         |
| Here We Are                     | Együtt egyedül       | Gábor Kacsenyák, Dávid Zsarnai, Tamás Zán                                                             |
| Jácint Bradics                  | Miért félnék álmodni | Attila Tilinger                                                                                       |
| Jazztelen                       | Kezeket fel          | Szilárd Bűdi                                                                                          |
| Junkies                         | Királyi többes       | András Szekeres, Attila Barbaró, Viktor Keresztes, Dániel Czakó                                       |
| Liana                           | A háztetők felett    | László Lukács                                                                                         |
| Lily                            | Csalódás voltál      | Arnold Vígh, Bernadett Hasenfracz                                                                     |
| Magidom                         | Esendő halandó       | Róbert Benyhe, Marcell Benyhe, Balázs Bajnok, Máté Szekeres, Máté Czinke                              |
| Márk Csintalan                  | Számítottam rád      | Márk Csintalan                                                                                        |
| MattSet                         | Veled álmodnék       | Mátyás Szakadáti, Bence Szabolcsi                                                                     |
| Mátyás Fekete                   | Látom már            | Mátyás Fekete                                                                                         |
| Myra Monoka                     | Így alakult          | Myra Monoka, Tibor Pulius, Barnabás Botond Horváth                                                    |
| Name Project                    | Nekem                | Zoltán Illés                                                                                          |
| Negál                           | Nem lehetek más      | Bendegúz Kovácsik, András Szabó                                                                       |
| Oliver From Earth               | Annak idején         | Olivér Patocska                                                                                       |
| Péter Galambos                  | Ott marad            | Péter Galambos                                                                                        |
| Phoenix RT                      | Félszavak            | Márton Győrög, Bence Győrög, Ferenc Lépes, Tamás Puss                                                 |
| Pink Dragon                     | Kánaán               | László Triesz, Adrienn Jónás                                                                          |
| Pinkers                         | A nap süssön ki      | Edvárd Pink                                                                                           |
| Quack                           | Sosem elég           | Álmos Norbert Lőrincz, Róbert Dániel Asztalos, Egon Erhardt Barta, Sára Erdei, Márton László Zsiborás |
| Roy Galeri                      | Kiáltás              | Tibor Szabó                                                                                           |
| Sugarloaf                       | Nászinduló           | Szabolcs Tóth, Norbert Szűcs                                                                          |
| Szelina                         | Hazatért             | Szelina Dósa                                                                                          |
| Tamás Jósa                      | Két szív             | Pál Barnabás Kovács, Bence Latyák                                                                     |
| Tibor Kocsis                    | Egy életen át        | Tibor Kocsis, Arnold Vig                                                                              |
| Zsófi Juhos & Olivér Patocska   | Ma szerettem beléd   | Zsófia Juhos, Olivér Patocska, Benjamin Larsen, Chris Medina                                          |
| Zsuzsi Kollányi                 | Új érzés             | Zsuzsanna Éva Kollányi, Zsolt Németh                                                                  |

## Quarti di finale

### Primo quarto
Il primo quarto di finale si è tenuto il 10 febbraio 2024 e vi hanno preso parte i primi 10 partecipanti.
Ad accedere alle semifinali sono stati i Sugarloaf, i Magidom, Tibor Kocsis, gli Everflash e i Name Project.
     Qualificato dalla giuria
     Qualificato dal televoto
| #  | Artista       | Brano              | Punteggio | Punteggio   | Punteggio | Punteggio | Punteggio | Punteggio |
| #  | Artista       | Brano              | P. Egri   | G. Ferenczi | L. Németh | Szandi    | Televoto  | Totale    |
| -- | ------------- | ------------------ | --------- | ----------- | --------- | --------- | --------- | --------- |
| 1  | Sugarloaf     | Nászinduló         | 10        | 9           | 10        | 10        | 6         | 45        |
| 2  | Dóri Szinnyai | Igennel felel      | 7         | 8           | 7         | 8         | 7         | 37        |
| 3  | Magidom       | Esendő halandó     | 8         | 8           | 9         | 9         | 9         | 43        |
| 4  | Andalgó       | Vigyen a szél      | 7         | 7           | 7         | 8         | 8         | 38        |
| 5  | Mátyás Fekete | Látom már          | 8         | 7           | 7         | 8         | 8         | 38        |
| 6  | Tamás Jósa    | Két szív           | 8         | 8           | 8         | 8         | 8         | 40        |
| 7  | Tibor Kocsis  | Egy életen át      | 10        | 9           | 10        | 10        | 9         | 48        |
| 8  | Name Project  | Nekem              | 8         | 8           | 8         | 8         | 8         | 40        |
| 9  | Myra Monoka   | Így alakult        | 8         | 7           | 7         | 8         | 8         | 38        |
| 10 | Everflash     | Nyisd ki a szemed! | 10        | 9           | 10        | 10        | 7         | 46        |

### Secondo quarto
Il secondo quarto di finale si è tenuto il 17 febbraio 2024 e vi hanno preso parte altri 10 partecipanti.
Ad accedere alle semifinali sono stati gli Arcidra, i Phoenix RT, Dániel Kökény, Evelin László e i Pinkers.
     Qualificato dalla giuria
     Qualificato dal televoto
| #  | Artista                     | Brano                | Punteggio | Punteggio   | Punteggio | Punteggio | Punteggio | Punteggio |
| #  | Artista                     | Brano                | P. Egri   | G. Ferenczi | L. Németh | Szandi    | Televoto  | Totale    |
| -- | --------------------------- | -------------------- | --------- | ----------- | --------- | --------- | --------- | --------- |
| 1  | Ádám Szabó & Jennifer Szabó | Kismadár             | 8         | 8           | 8         | 9         | 7         | 40        |
| 2  | MattSet                     | Veled álmodnék       | 8         | 10          | 8         | 8         | 6         | 40        |
| 3  | Anna Györfi & Tamás Kéméndi | Titkaim              | 7         | 8           | 7         | 7         | 9         | 38        |
| 4  | Arcidra                     | Egészben kell        | 9         | 8           | 9         | 9         | 9         | 44        |
| 5  | Bterv                       | Menjek vagy maradjak | 9         | 8           | 8         | 9         | 7         | 41        |
| 6  | Phoenix RT                  | Félszavak            | 9         | 10          | 9         | 10        | 9         | 47        |
| 7  | Dániel Kökény               | Ugyanaz a ház        | 9         | 9           | 10        | 10        | 7         | 45        |
| 8  | Lily                        | Csalódás voltál      | 7         | 8           | 7         | 7         | 6         | 35        |
| 9  | Pinkers                     | A nap süssön ki      | 9         | 8           | 8         | 9         | 8         | 42        |
| 10 | Evelin László               | Legényes             | 9         | 9           | 10        | 10        | 10        | 48        |

### Terzo quarto
Il terzo quarto di finale si è tenuto il 24 febbraio 2024 e vi hanno preso parte altri 10 partecipanti.
Ad accedere alle semifinali sono stati i Jazztelen, i Negál, Jácint Bradics, gli Here We Are e i Liana.
     Qualificato dalla giuria
     Qualificato dal televoto
| #  | Artista           | Brano                | Punteggio | Punteggio   | Punteggio | Punteggio | Punteggio | Punteggio |
| #  | Artista           | Brano                | P. Egri   | G. Ferenczi | L. Németh | Szandi    | Televoto  | Totale    |
| -- | ----------------- | -------------------- | --------- | ----------- | --------- | --------- | --------- | --------- |
| 1  | Jazztelen         | Kezeket fel          | 10        | 10          | 10        | 9         | 8         | 47        |
| 2  | Zsuzsi Kollányi   | Új érzés             | 7         | 8           | 7         | 8         | 7         | 37        |
| 3  | HellóPisti        | Elbújnék             | 8         | 8           | 8         | 8         | 9         | 41        |
| 4  | Péter Galambos    | Ott marad            | 8         | 8           | 8         | 9         | 9         | 42        |
| 5  | Negál             | Nem lehetek más      | 10        | 10          | 9         | 9         | 9         | 47        |
| 6  | Anna Patai        | Gondold át           | 8         | 8           | 9         | 8         | 7         | 40        |
| 7  | Jácint Bradics    | Miért félnék álmodni | 9         | 8           | 10        | 8         | 10        | 45        |
| 8  | Liana             | A háztetők felett    | 8         | 9           | 8         | 9         | 9         | 43        |
| 9  | Oliver From Earth | Annak idején         | 8         | 8           | 8         | 8         | 9         | 41        |
| 10 | Here We Are       | Együtt egyedül       | 10        | 8           | 10        | 10        | 10        | 48        |

### Quarto quarto
L'ultimo quarto di finale si è tenuto il 2 marzo 2024 e vi hanno preso parte gli ultimi 10 partecipanti.
Ad accedere alle semifinali sono stati i Quack, Zsófi Juhos & Olivér Patocska, i Junkies, Roy Galeri e i Fluidia.
     Qualificato dalla giuria
     Qualificato dal televoto
| #  | Artista                         | Brano                | Punteggio | Punteggio   | Punteggio | Punteggio | Punteggio | Punteggio |
| #  | Artista                         | Brano                | P. Egri   | G. Ferenczi | L. Németh | Szandi    | Televoto  | Totale    |
| -- | ------------------------------- | -------------------- | --------- | ----------- | --------- | --------- | --------- | --------- |
| 1  | Quack                           | Sosem elég           | 9         | 9           | 9         | 10        | 10        | 47        |
| 2  | Dávid Szirtes                   | Emelem poharam       | 7         | 7           | 8         | 8         | 9         | 39        |
| 3  | Zsófi Juhos & Olivér Patocska   | Ma szerettem beléd   | 9         | 9           | 9         | 9         | 9         | 45        |
| 4  | Pink Dragon                     | Kánaán               | 7         | 8           | 8         | 8         | 8         | 39        |
| 5  | Szelina                         | Hazatért             | 7         | 10          | 7         | 7         | 8         | 39        |
| 6  | Junkies                         | Királyi többes       | 9         | 10          | 10        | 10        | 9         | 48        |
| 7  | Fluidia                         | Miről szól ez a dal? | 8         | 8           | 9         | 8         | 9         | 42        |
| 8  | Annamária Szalma & Attila Telek | Százszor is          | 7         | 7           | 8         | 7         | 9         | 38        |
| 9  | Márk Csintalan                  | Számítottam rád      | 8         | 8           | 8         | 8         | 9         | 41        |
| 10 | Roy Galeri                      | Kiáltás              | 10        | 10          | 10        | 10        | 9         | 49        |

## Semifinali

### Prima semifinale
La prima semifinale si è tenuta il 9 marzo 2024 e vi hanno preso parte i primi 10 artisti qualificati, che hanno reinterpretato i loro brani in un genere musicale differente rispetto a quello presentato durante i quarti di finale.
Ad accedere alla finale stati i Junkies, Tibor Kocsis, i Sugarloaf, Evelin László e Jácint Bradics.
     Qualificato dalla giuria
     Qualificato dal televoto
| #  | Artista        | Brano                | Genere     | Punteggio | Punteggio   | Punteggio | Punteggio | Punteggio |
| #  | Artista        | Brano                | Genere     | P. Egri   | G. Ferenczi | L. Németh | Szandi    | Totale    |
| -- | -------------- | -------------------- | ---------- | --------- | ----------- | --------- | --------- | --------- |
| 1  | Junkies        | Királyi többes       | Swing      | 10        | 9           | 10        | 10        | 39        |
| 2  | Jácint Bradics | Miért félnék álmodni | Rock       | 9         | 9           | 8         | 8         | 34        |
| 3  | Tibor Kocsis   | Egy életen át        | Rockabilly | 10        | 9           | 9         | 10        | 38        |
| 4  | Liana          | A háztetők felett    | Blues      | 9         | 9           | 8         | 9         | 35        |
| 5  | Jazztelen      | Kezeket fel          | Folk       | 9         | 9           | 9         | 10        | 37        |
| 6  | Magidom        | Esendő halandó       | Etnico     | 9         | 9           | 10        | 9         | 37        |
| 7  | Here We Are    | Együtt egyedül       | Ballata    | 9         | 9           | 9         | 10        | 37        |
| 8  | Sugarloaf      | Nászinduló           | Popolare   | 10        | 10          | 10        | 9         | 39        |
| 9  | Evelin László  | Legényes             | Rock       | 10        | 10          | 10        | 10        | 40        |
| 10 | Quack          | Sosem elég           | Punk       | 9         | 9           | 9         | 10        | 37        |

### Seconda semifinale
La seconda semifinale si è tenuta il 16 marzo 2024 e vi hanno preso parte gli 10 artisti qualificati, che hanno reinterpretato i loro brani in un genere musicale differente rispetto a quello presentato durante i quarti di finale.
Ad accedere alla finale stati Dániel Kökény, i Negál, Roy Galeri, i Phoenix RT e gli Arcidra.
     Qualificato dalla giuria
     Qualificato dal televoto
| #  | Artista                       | Brano                | Genere   | Punteggio | Punteggio   | Punteggio | Punteggio | Punteggio |
| #  | Artista                       | Brano                | Genere   | P. Egri   | G. Ferenczi | L. Németh | Szandi    | Totale    |
| -- | ----------------------------- | -------------------- | -------- | --------- | ----------- | --------- | --------- | --------- |
| 1  | Name Project                  | Nekem                | Rock     | 8         | 9           | 9         | 8         | 34        |
| 2  | Arcidra                       | Egészben kell        | Ballata  | 9         | 9           | 9         | 9         | 36        |
| 3  | Everflash                     | Nyisd ki a szemed!   | Blues    | 9         | 9           | 9         | 9         | 36        |
| 4  | Dániel Kökény                 | Ugyanaz a ház        | Jazz     | 9         | 10          | 10        | 10        | 39        |
| 5  | Pinkers                       | A nap süssön ki      | Popolare | 10        | 9           | 9         | 9         | 37        |
| 6  | Negál                         | Nem lehetek más      | Jazz     | 10        | 10          | 10        | 10        | 40        |
| 7  | Fluidia                       | Miről szól ez a dal? | Folk     | 9         | 10          | 9         | 9         | 37        |
| 8  | Zsófi Juhos & Olivér Patocska | Ma szerettem beléd   | Swing    | 10        | 9           | 9         | 10        | 38        |
| 9  | Roy Galeri                    | Kiáltás              | Rock     | 10        | 10          | 10        | 10        | 40        |
| 10 | Phoenix RT                    | Félszavak            | Etnico   | 10        | 10          | 10        | 10        | 40        |

## Finale
La finale si è tenuta il 23 marzo 2024 e ha visto competere gli 8 artisti qualificati dalle semifinali.
Il primo round di voti, assegnati unicamente dalla giuria, ha promosso per il secondo round 4 artisti finalisti. Nel secondo round, che ha previsto solo l'utilizzo del televoto, ha decretato il vincitore del festival.
- Top 4
- Vincitore

| #  | Artista        | Brano                | Punteggio | Punteggio   | Punteggio | Punteggio | Punteggio |
| #  | Artista        | Brano                | P. Egri   | G. Ferenczi | L. Németh | Szandi    | Totale    |
| -- | -------------- | -------------------- | --------- | ----------- | --------- | --------- | --------- |
| 1  | Sugarloaf      | Nászinduló           | 6         | –           | –         | –         | 6         |
| 2  | Roy Galeri     | Kiáltás              | 10        | 8           | 8         | 10        | 36        |
| 3  | Phoenix RT     | Félszavak            | –         | 4           | –         | 6         | 10        |
| 4  | Jácint Bradics | Miért félnék álmodni | –         | –           | –         | –         | 0         |
| 5  | Arcidra        | Egészben kell        | –         | –           | –         | –         | 0         |
| 6  | Junkies        | Királyi többes       | 4         | –           | –         | –         | 4         |
| 7  | Dániel Kökény  | Ugyanaz a ház        | –         | –           | 4         | –         | 4         |
| 8  | Negál          | Nem lehetek más      | –         | 10          | 6         | 8         | 24        |
| 9  | Tibor Kocsis   | Egy életen át        | 8         | –           | –         | –         | 8         |
| 10 | Evelin László  | Legényes             | –         | 6           | 10        | 4         | 20        |

## Ascolti
| Puntata          | Messa in onda    | Telespettatori | Share | Note  |
| ---------------- | ---------------- | -------------- | ----- | ----- |
| Quarti di finale | 10 febbraio 2024 | 226 000        | 6,80% | [ 2 ] |
| Quarti di finale | 17 febbraio 2024 | 256 000        | 6,40% | [ 3 ] |
| Quarti di finale | 24 febbraio 2024 | 244 000        | 6,10% | [ 4 ] |
| Quarti di finale | 2 marzo 2024     | 231 000        | 5,60% | [ 5 ] |
| Semifinali       | 9 marzo 2024     | 237 000        | 6,00% | [ 6 ] |
| Semifinali       | 16 marzo 2024    | 174 000        | 5,30% | [ 7 ] |
| Finale           | 23 marzo 2024    | 243 000        | 6,70% | [ 8 ] |
| Media            | Media            | 230 000        | 6,10% |       |